# Roman Paziński
Roman Paziński (ur. 12 lipca 1907  w Chełmie, zm. 12 października 1943 pod Lenino) – oficer polityczny 1 Polskiej Dywizji Piechoty im. Tadeusza Kościuszki poległy w bitwie pod Lenino, kawaler Orderu Virtuti Militari.

## Życiorys
Pochodził z rodziny robotniczej. Po ukończeniu szkoły powszechnej naukę kontynuował w gimnazjum w Warszawie. Służbę wojskową pełnił w batalionie balonów obserwacyjnych w Toruniu. Od 1929 roku był członkiem Komunistycznej Partii Polski. Z powodu prowadzonej działalności został skazany, pierwszym razem na 1 rok i 4 mięsiące, drugim razem na 6 lat więzienia. Karę odbywał więzieniu w Warszawie, Płocku, Rawiczu i Koronowie. Po agresji III Rzeszy i ZSRR na Polskę przedostał się na terytorium ZSRR, gdzie pracował jako tokarz w Taszkiencie. Po wstąpieniu do 1 Polskiej Dywizji Piechoty im. Tadeusza Kościuszki dowodzonej przez gen. Zygmunta Berlinga został zastępcą dowódcy batalionu do spraw polityczno-wychowawczych w 1 pułku piechoty. Poległ w czasie bitwy pod Lenino.
W 1953 roku Poczta Polska z okazji 10-lecia Ludowego Wojska Polskiego wydała znaczek pocztowy z podobizną Romana Pazińskiego. W okresie Polski Ludowej jego imieniem nazwano ulice w Warszawie Otwocku i Białymstoku.

## Ordery i odznaczenia
- Krzyż Srebrny Orderu Virtuti Militari[9]
- Order Wojny Narodowej II stopnia[10]